# うるおい宣言!
『うるおい宣言!』（うるおいせんげん）は、2002年4月1日から2003年3月28日までテレビ朝日（関東ローカル）で月曜 - 金曜9:55 - 10:30に放送されていた主婦向けの生活情報番組。

## 概要
テレビ朝日の平日午前10時枠はこれまで『100万円クイズハンター』や民間放送教育協会製作番組（『親の目・子の目』『ズームUP』『情報バザール』など）や30分の再放送枠などに充てられていたが、2002年4月の改編により関東ローカルの情報番組枠となった。その第1弾がこの『うるおい宣言!』である。
司会はテレビ朝日アナウンサーの岡田洋子と富川悠太（いずれも当時）。番組では女性（主に30代以上の主婦層）をメインターゲットとして、最新の生活、芸能、お役立ち情報などをテンポよく紹介。また、スタジオに毎日著名人を招きトークを展開するのも見どころのひとつであった。さらに、番組終盤の10:25にはこれまで独立番組として放送されていたテレビショッピングコーナー『テレビ朝日リビング朝のショッピング』があった。
番組開始当初より、突発事件・事故などがない限り祝日も放送されていたが、10月14日（体育の日）以降『スーパーモーニング』の時間枠拡大のため、祝日の放送は休止となった。
なお、愛しとーとが通信販売している同名の製品とは一切関係していない。

## 出演者

### 司会
- 岡田洋子（テレビ朝日アナウンサー、当時）
- 富川悠太（同上）

### リポーター
- 橋本志穂
- 友田安紀
- 関彩
- テレビ朝日アナウンサー

ほか

## テーマ曲
- エンディングテーマ
  - 原田知世『As I like』：アルバム『My Pieces』収録曲

## 参考
- 富川悠太（テレビ朝日「アナウンサーズ」）→「過去の担当番組」→「うるおい宣言」